# Twierdzenie Fichtenholza-Lichtensteina
Twierdzenie Fichtenholza-Lichtensteina – twierdzenie analizy matematycznej nawiązujące do twierdzenia Fubiniego w kontekście całki Riemanna. Twierdzenie to zostało udowodnione przez G. M. Fichtenholza i L. Lichtensteina.
Sformułowanie: Niech 
{\displaystyle f\colon [0,1]\times [0,1]\to \mathbb {R} }
będzie taką funkcją, że dla każdego y ∈ [0,1] funkcja 
{\displaystyle x\mapsto f(x,y)}
jest całkowalna w sensie Riemanna oraz dla każdego x ∈ [0,1] funkcja 
{\displaystyle y\mapsto f(x,y)}
jest całkowalna w sensie Lebesgue’a. Wówczas funkcje:
{\displaystyle F_{1}(x)=\int \limits _{0}^{1}f(x,y)\,{\mbox{d}}y,}
{\displaystyle F_{2}(y)=\int \limits _{0}^{1}f(x,y)\,{\mbox{d}}x}
są całkowalne, odpowiednio, w sensie Riemanna i Lebesgue'a oraz
{\displaystyle \int \limits _{0}^{1}F_{1}(x)\,{\mbox{d}}x=\int \limits _{0}^{1}F_{2}(y)\,{\mbox{d}}y.}